# Giovanna Amati

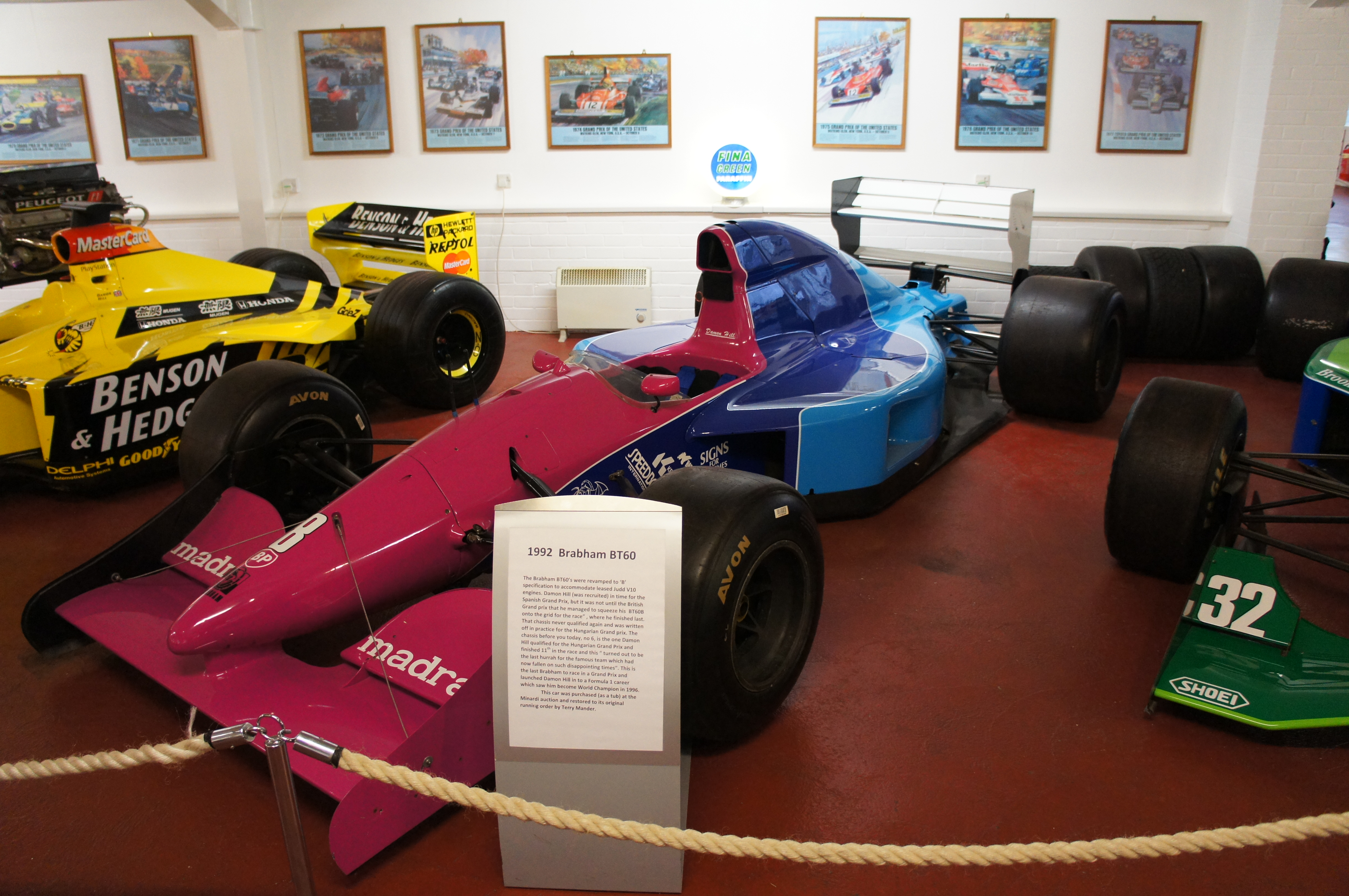
Der Giovanna Amati gefahrene Brabham BT60B

Giovanna Amati (* 20. Juli 1959 in Rom) ist eine ehemalige italienische Automobilrennfahrerin und die bisher letzte Frau, die an einem Qualifying für ein Formel-1-Rennen teilnahm.

## Karriere
Giovanna Amati wurde 1959 als Tochter eines wohlhabenden italienischen Geschäftsmannes geboren. 1978 wurde sie im Alter von 18 Jahren Opfer einer Entführung, aus der sie erst nach über 70 Tagen durch Lösegeldzahlung freikam. Danach schlug ihr Freund aus Kindertagen Elio de Angelis ihr vor, in einer Rennfahrerschule zu beginnen, wo sie erste Erfahrungen im Motorsport sammelte.
Von 1981 bis 1984 partizipierte sie in einer Vorläuferserie der heutigen Formel Abarth und konnte dort einige Rennen gewinnen. Die nächsten zwei Saisons bestritt die Italienerin in der italienischen Formel 3 und konnte dort ebenfalls achtbare Ergebnisse erzielen. 1987 gelang ihr der Aufstieg in die europäische Formel 3000. Hier konnte sie sich nur gelegentlich qualifizieren und bis 1991 keine Meisterschaftspunkte erzielen, wobei sie die Saison 1989 in der japanischen Formel 3000 bestritt. Ihr jahrelanger Verbleib in dieser Motorsportklasse ist wohl auf ihre Zahlungsfähigkeit zurückzuführen.
Vor Beginn der Saison 1992 konnte Amati aufgrund ihrer guten Beziehungen zu Benetton-Teamchef Flavio Briatore ihre ersten Erfahrungen in einem Formel-1-Boliden sammeln. Im selben Jahr wurde sie vom in finanzielle Schwierigkeiten geratenen Team Brabham unter Vertrag genommen, um dieses finanziell zu stabilisieren. Da sie keine konkurrenzfähigen Rundenzeiten erzielen konnte und sich in jeder Qualifikation als 30. und damit Letzte nicht für das Rennen qualifizieren konnte, wurde sie zum Großen Preis von Spanien durch den Debütanten und späteren Weltmeister Damon Hill ersetzt.
1993 gewann Amati die Frauenwertung im europäischen Porsche Supercup und errang von 1994 bis 1996 in der Ferrari Challenge einige Podestplätze. 1998 und 1999 fuhr sie in der International Sports Racing Series der FIA und nahm auch an diversen anderen Sportwagenrennen teil.
Heute ist Amati in ihrem Heimatland Italien als Journalistin tätig und arbeitet unter anderem bei Formel-1-Übertragungen des TV-Senders Rai Uno mit.

## Statistik

### Formel-1-Ergebnisse
| Jahr | Team                          | Chassis       | Motor    | 1       | 2       | 3       | 4   | 5   | 6   | 7   | 8   | 9   | 10  | 11  | 12  | 13  | 14  | 15  | 16  | WM | Punkte |
| ---- | ----------------------------- | ------------- | -------- | ------- | ------- | ------- | --- | --- | --- | --- | --- | --- | --- | --- | --- | --- | --- | --- | --- | -- | ------ |
| 1992 | Motor Racing Developments Ltd | Brabham BT60B | Judd V10 | RSA DNQ | MEX DNQ | BRA DNQ | ESP | SMR | MON | CAN | FRA | GBR | GER | HUN | BEL | ITA | POR | JPN | AUS | –  | 0      |

| Legende  | Legende            | Legende                                                          |
| Farbe    | Abkürzung          | Bedeutung                                                        |
| -------- | ------------------ | ---------------------------------------------------------------- |
| Gold     | –                  | Sieg                                                             |
| Silber   | –                  | 2. Platz                                                         |
| Bronze   | –                  | 3. Platz                                                         |
| Grün     | –                  | Platzierung in den Punkten                                       |
| Blau     | –                  | Klassifiziert außerhalb der Punkteränge                          |
| Violett  | DNF                | Rennen nicht beendet (did not finish)                            |
| Violett  | NC                 | nicht klassifiziert (not classified)                             |
| Rot      | DNQ                | nicht qualifiziert (did not qualify)                             |
| Rot      | DNPQ               | in Vorqualifikation gescheitert (did not pre-qualify)            |
| Schwarz  | DSQ                | disqualifiziert (disqualified)                                   |
| Weiß     | DNS                | nicht am Start (did not start)                                   |
| Weiß     | WD                 | zurückgezogen (withdrawn)                                        |
| Hellblau | PO                 | nur am Training teilgenommen (practiced only)                    |
| Hellblau | TD                 | Freitags-Testfahrer (test driver)                                |
| ohne     | DNP                | nicht am Training teilgenommen (did not practice)                |
| ohne     | INJ                | verletzt oder krank (injured)                                    |
| ohne     | EX                 | ausgeschlossen (excluded)                                        |
| ohne     | DNA                | nicht erschienen (did not arrive)                                |
| ohne     | C                  | Rennen abgesagt (cancelled)                                      |
| ohne     | keine WM-Teilnahme |                                                                  |
| sonstige | P/fett             | Pole-Position                                                    |
| sonstige | 1/2/3/4/5/6/7/8    | Punktplatzierung im Sprint-/Qualifikationsrennen                 |
| sonstige | SR/kursiv          | Schnellste Rennrunde                                             |
| sonstige | *                  | nicht im Ziel, aufgrund der zurückgelegten Distanz aber gewertet |
| sonstige | ()                 | Streichresultate                                                 |
| sonstige | unterstrichen      | Führender in der Gesamtwertung                                   |

### Sebring-Ergebnisse
| Jahr | Team                       | Fahrzeug | Teamkollege  | Teamkollege | Platzierung | Ausfallgrund     |
| ---- | -------------------------- | -------- | ------------ | ----------- | ----------- | ---------------- |
| 1998 | Prototype Technology Group | BMW M3   | Craig Carter | Andy Petery | Ausfall     | Kupplungsschaden |